# Saint-Vincent-d'Olargues
 Saint-Vincent-d'Olargues  (en occitano Sant Vincenç d'Olargues) es una población y comuna francesa, situada en la región de Occitania, departamento de Hérault, en el distrito de Béziers y cantón de Olargues.

## Demografía
| 438 | 372 | 340 | 335 | 301 | 323 |
| Para los censos de 1962 a 1999 la población legal corresponde a la población sin duplicidades (Fuente: INSEE [Consultar]) |     |     |     |     |     |